# Джордана, Марко Туллио
Марко Туллио Джордана (итал. Marco Tullio Giordana; 1 октября 1950, Милан) — итальянский режиссёр и сценарист. Его фильм «Если рожден, уже не спрячешься» (2005) открывал Каннский кинофестиваль в 2005 году. Лауреат трёх премий «Давид ди Донателло».

## Биография
Родился в Милане 1 октября 1950 года.
В 70-е дебютирует в кино. Он пишет сценарий к документальному фильму «Вперёд, Италия!» (1977), режиссёром которого является Роберто Фаэнца. Режиссёрский дебют Джорданы состоялся два года спустя. В 1979 году вышел полнометражный фильм «Проклятие, я вас люблю», который был представлен на Каннском кинофестивале и завоевал главный приз на Кинофестивале в Локарно.
Его почерк прослеживается и в работе Антонио  «Автокатастрофа» (1980), и в следующем году Марко Туллио Джордана уже возвращается к режиссуре с амбициозным проектом «Падение мятежных ангелов», представленный на Венецианском кинофестивале,    в котором будут преобладать фигуры итальянских террористов, как и в первой его картине.
В 1984 году на телевидении появляется экранизированный роман Карло Кастелланеты «Ночи и туманы», состоящий из двух частей,  в центре которой находится фигура комиссара  полиции, который живёт в Милане, в Республике Сало.
Спустя три года Джордана возвращается в индустрию кинематографа, чтобы возглавить работу над драмой  «Увидимся в Ливерпуле!» (1987), посвящённой печально известной Трагедии на «Эйзеле».
В 1991 году принимает участие в коллективной съёмке фильма «Особенно по воскресеньям» (1991), который разделён на четыре части (другие  были сняты Джузеппе Торнаторе, Джузеппе Бертолуччи и Франческо Барилли). Марко Туллио Джордано снимал эпизод «Снег на огне», вдохновлённый сказками Тонино Гуэрры. В 1995 фокусируется на фильме «Пазолини. Преступление по-итальянски»
В 1996 году сотрудничает с другими режиссёрами, такими как Джанни Амелио, Марко Ризи, Алессандро Д'Алатри и Марио Мартоне в проектах Итальянской общественной телерадиокомпании и ЮНИСЕФ.
В 2000 году возвращается на Венецианский кинофестиваль с фильмом «Сто шагов», рассказывающий о жизни и смерти Пеппино Импастато. Данный фильм Марка Туллио  Джордана выигрывает приз за лучший сценарий.
В 2003 году на экранах появляется фильм «Лучшие из молодых», который описывает историю двух братьев Маттео и Николы Карати, начиная с 60-х годов до наших дней. Этот фильм победил в номинации «Особый взгляд» на Каннском кинофестивале. Впечатляющая работа, продолжительность которого составляет 6 часов, была выпущена Итальянским радио и телевидением». Несмотря на длительность фильма, он заслужил успех у зрителей и получил позитивные отзывы критиков. Позднее он транслировался по ТВ в четырёх эпизодах.
В 2005 году на конкурс в Канны режиссёр представляет ленту «Если родился, то уже не спрячешься», который, однако, не повторяет успеха  «Лучших из молодых».
«Бешеная кровь» (2008) – новый фильм Марко Туллио Джордана с Моникой Беллуччи, Лукой Дзингаретти и Алессио Бони, которые воссоздают историю влюблённых актёров, Освальдо Валенти и Луизы Фериды, которые  были расстреляны антифашистами за связь с нацистскими верхами.
В 2012 году выходит «Роман о бойне» (в главных ролях  Валерио Мастандреа, Пьерфранческо Фавино, Микела Ческон, Лаура Кьятти, Фабрицио Джифуни, Луиджи Ло Кашио, Джорджо Коланджели, Oмеро Антонутти, Томас Люгер, Джорджо Тирабасси, Денис Фазоло, Джорджио Маркези, Серджо Солли, Джулия Лаццарини, Лука Дзингаретти), посвящённый взрыву в Национальном сельскохозяйственном банке Милана на Пьяцца Фонтана  12 декабря 1969 года и событиям, которые последовали затем. Данный фильм завоевал Специальном призе жюр   в Карловых Варах в 2012 году.
На счету Джорданы свыше 30 кинематографический призов и премий.

## Фильмография
- Проклятые, я вас люблю (1980)
- Падение мятежных ангелов (1981)
- Ночи и туманы (1984)
- Увидимся в Ливерпуле (1988)
- Особенно по воскресеньям (1991)
- Пазолини. Преступление по-итальянски (1995)
- Сто шагов (2000)
- Лучшие годы молодости (2003)
- Если рождён, уже не спрячешься (2005)
- Бешеная кровь (2008)
- Роман о бойне (2012)
- Два солдата (2017)
- Имя женщины (2018)